# 查尔斯·哈里斯
查尔斯·拉塞尔·哈里斯（英語：Charles Russell Harris，1914年4月2日—1993年9月10日），美国男子网球运动员。他曾获得1939年法国网球公开赛男子双打冠军。他的儿子威廉斯·哈里斯同样也是网球选手。